# フランソワ＝ポール・ブリュイ
フランソワ＝ポール・ブリュイ・デガリエ（François-Paul Brueys d'Aigalliers, 1753年2月12日 - 1798年8月1日）は、ナイルの海戦のときのフランス艦隊司令官。フランス海軍中将。ブリュイ伯爵。
ブリュイ率いるフランス艦隊は、ナイル河口近くのアブキール湾に停泊しているところを、ホレーショ・ネルソン提督率いるイギリス艦隊に攻撃され、壊滅した。イギリスはこの勝利によって、ナポレオン戦争全期間を通しての制海権を手中にした。

## 経歴
ブリュイは南フランスのガール、ユゼス（Uzès）で生まれ、その家は現在彼の名の額を飾っている。ブリュイは貴族であり、恐怖政治の時代には家族や友人が何人も処刑されたが、それでも共和政フランスの海軍に勤め続けた。1793年にはその出自ゆえに階級を剥奪されたが、1795年に復帰し、海軍少将に昇進した。
ブリュイはナイルの海戦において、戦列艦ロリアン（L'Orient）に座乗して艦隊を指揮したが、戦いのさ中の夜9時頃、砲弾の直撃で体を真っ二つにされて死亡した。ロリアンはしばらく炎上した後、1時間後に爆発した。